# Верхньошакарово
Верхньошака́рово (рос. Верхнешакарово, башк. Үрге Шәкәр) — присілок у складі Стерлібашевського району Башкортостану, Росія. Входить до складу Сарайсінської сільської ради.
Населення — 168 осіб (2010; 194 в 2002).
Національний склад:
- башкири — 98%